# 巴托克冰川
巴托克冰川（英語：Bartók Glacier）是南極洲的冰川，位於亞歷山大一世島北部，長13公里、寬6公里，流經埃爾加高地南端，由英國探險隊拍攝空中照片和繪入地圖，以匈牙利作曲家巴托克·貝拉命名。

## 参看
- 戴留斯冰川
- 苏利文冰川
- 杰隆休斯冰川
- 爱神星冰川
- 墨丘利冰川
- 火星冰川

69°38′S 71°0′W / 69.633°S 71.000°W